# Lachicuvica
Lachicuvica är en ort i Mexiko.   Den ligger i kommunen San Antonino Castillo Velasco och delstaten Oaxaca, i den sydöstra delen av landet, 400 km sydost om huvudstaden Mexico City. Lachicuvica ligger 1 495 meter över havet och antalet invånare är 232.
Terrängen runt Lachicuvica är platt åt sydväst, men åt nordost är den kuperad. Runt Lachicuvica är det ganska tätbefolkat, med 67 invånare per kvadratkilometer. Närmaste större samhälle är Villa de Zaachila, 13,9 km norr om Lachicuvica. Omgivningarna runt Lachicuvica är en mosaik av jordbruksmark och naturlig växtlighet.